# 17. junij
17. junij je 168. dan leta (169. v prestopnih letih) v gregorijanskem koledarju. Ostaja še 197 dni.

## Dogodki
- 2 pr. n. št. – Babilonci opazujejo konjunkcijo Venere in Jupitra, po mnenju nekaterih astronomov naj bi to bila tista »modra zvezda« iz Matejevega evangelija, ki je spodbudila tri modrece (Svete tri kralje) k odhodu v Betlehem
- 656 – v Medini ubijejo kalifa Uthmana ibn Affana, utemeljitelja uradne različice Korana
- 1397 – danska kraljica Margareta I. pod svojo krono združi Dansko, Švedsko in Norveško v Kalmarsko unijo
- 1497 – bitka v Deptford Bridgu med uporniki iz Cornwalla in silami Henrika VII.
- 1776 – konec ameriškega napada na Québec
- 1856 – ameriška Republikanska stranka v Philadelphiji izvede prvo konvencijo
- 1876 – Indijanci plemena Oglala Lakota pod poveljstvom poglavarja Norega konja premagajo čete Georga Crooka
- 1885 – Kip svobode prispe v newyorško pristanišče
- 1903 – Roald Amundsen se odpravi na pot po Severozahodnem prehodu
- 1918 – zadnji nemški letalski napad na Veliko Britanijo med prvo svetovno vojno
- 1930 – ameriški predsednik Herbert Hoover podpiše Smoot-Hawleyev zakon
- 1940:
  - Sovjetska zveza okupira Litvo, Latvijo in Estonijo
  - Henri Pétain sporoči, da se pogaja za premirje
- 1944:
  - ustanovljena Republika Islandija
  - na Visu podpisan sporazum Tito - Šubašić
- 1947 – Burma postane neodvisna država
- 1953 – v Vzhodnem Berlinu se začne stavka delavcev za demokracijo in boljše življenjske razmere
- 1967 – Ljudska republika Kitajska preizkusi svojo prvo vodikovo bombo
- 1972 – afera Watergate: peterica moških poskuša vlomiti v zgradbo sedeža Demokratske stranke v Washingtonskem predelu Watergate in namestiti prisluškovalne naprave
- 1991 – sovjetska vojska zapusti Madžarsko

## Rojstva
- 1239 – Edvard I. Dolgokraki, angleški kralj († 1307)
- 1571 – Thomas Mun, angleški ekonomist († 1641)
- 1611 – Hošina Masajuki, japonski samuraj, daimjo klana Aizu in mecen († 1673)
- 1682 – Karel XII., švedski kralj († 1718)
- 1714 – César-François Cassini de Thury, francoski astronom, geograf († 1784)
- 1714 – Alexander Gottlieb Baumgarten, nemški filozof, estetik († 1762)
- 1800 – William Parsons Rosse, irski astronom († 1867)
- 1810 – Ferdinand Freiligrath, nemški pisatelj († 1876)
- 1811 – Jón Sigurðsson, islandski državnik († 1879)
- 1818 – Charles Gounod, francoski skladatelj († 1893)
- 1832 – William Crookes, angleški fizik, kemik († 1919)
- 1882 – Igor Stravinski, rusko-ameriški skladatelj († 1971)
- 1884 – Princ Viljem Švedski, vojvoda Södermanlandski († 1965)
- 1888 – Heinz Guderian, nemški general († 1954)
- 1895 – Slavko Osterc, slovenski skladatelj († 1941)
- 1898 – Maurits Cornelis Escher, nizozemski rezbar, litograf († 1972)
- 1900 – Martin Bormann, nemški nacistični uradnik († 1945)
- 1905 – Vida Juvan, slovenska gledališka igralka († 1998)
- 1907 – Charles Ormond Eames ml., ameriški oblikovalec, arhitekt († 1978)
- 1911 – Viktor Nekrasov, ruski pisatelj, novinar, urednik († 1987)
- 1912 – Franc Šturm, slovenski skladatelj († 1943)
- 1914 – John Richard Hersey, ameriški pisatelj († 1993)
- 1917 – Dean Martin, ameriški filmski igralec, pevec italijanskega rodu († 1995)
- 1929 – Tigran Vartanovič Petrosjan, armenski šahist († 1984)
- 1943 – Barry Manilow
- 1945 – Eddy Merckx, belgijski kolesar
- 1958 – Eric Boucher - Jello Biafra, ameriški punk pevec
- 1964 – Michael Gross, nemški plavalec
- 1971 – Paulina Rubio, mehiška igralka in pevka
- 1972 – Iztok Čop, slovenski veslač
- 1977 – Tjaša Jezernik, slovenska tenisačica
- 1980 – Venus Williams, ameriška tenisačica
- 1981 – Matej Mugerli, slovenski kolesar
- 1985 – Manuel Fettner, avstrijski smučarski skakalec

## Smrti
- 656 – Osman ibn Afan, tretji kalif Rašidunskega kalifata  (* 574 ali 575)
- 676 – Adeodat II., papež (* 621)
- 1025 – Boleslav I. Hrabri, poljski kralj (* 966)
- 1031 – Hjeondžong, korejski kralj dinastije Gorjeo (* 992)
- 1091 – Dirk V., holandski grof (* 1052)
- 1094 – Seondžong, 13. korejski kralj dinastije Gorjeo (* 1049)
- 1361 – Ingeborg Hakonsdatter, norveška princesa, švedska regentinja, vojvodinja Hallanda (* 1301)
- 1501 – Ivan I. Albert, kralj Poljske (* 1459)
- 1678 – Giacomo Torelli, italijanski scenograf, inženir (* 1608)
- 1696 – Jan III. Sobieski, poljski kralj (* 1629)
- 1719 – Joseph Addison, angleški dramatik, pesnik, esejist (* 1672)
- 1734 – Claude Louis Hector de Villars, francoski maršal (* 1653)
- 1881 – James Starley, angleški izumitelj (* 1830)
- 1897 – Sebastian Kneipp, nemški duhovnik, vodni terapevt (* 1821)
- 1898 – sir Edward Coley Burne-Jones, angleški slikar (* 1833)
- 1926 – Anton Foerster, slovenski skladatelj češkega rodu (* 1837)
- 1957 – Dorothy Miller Richardson, angleška pisateljica (* 1873)
- 1982 – Roberto Calvi, italijanski »Božji bankir« (* 1920)
- 1996 – Thomas Samuel Kuhn, ameriški filozof (* 1922)
- 2004 – Anica Šinkovec, slovenska gledališka igralka (* 1925)
- 2013 – Bogomir Špiletič, slovenski ekonomist in politik (* 1961)
- 2020 – Igor Vuk Torbica, srbski gledališki režiser (* 1987)

## Prazniki in obredi
- Islandija – dan neodvisnosti
- svetovni dan boja proti širjenju puščav